# Bernhard von der Planitz (Diplomat)
Karl Bernhard Leopold Edler von der Planitz (* 1941 in Berlin) ist ein deutscher Diplomat im Ruhestand.

## Leben
Geboren in Berlin, aufgewachsen in München, entstammt Bernhard von der Planitz einer alten sächsischen Adelsfamilie. Seine Eltern waren Ferdinand von Planitz (1909–1945) und Christa-Maria (Chia) von Paleske (* 1920). In den 1950er-Jahren spielte er in zwei Filmen Nebenrollen, darunter 1954 in der Verfilmung des Romans Das Fliegende Klassenzimmer.
Nach dem Abitur 1961 studierte er Rechtswissenschaft an den Universitäten München und Erlangen. Nach dem 2. juristischen Staatsexamen trat er 1970 in den Auswärtigen Dienst ein und war in Italien, Algerien, Saudi-Arabien, Tel-Aviv, den USA (Washington, New York) und Finnland auf Posten. 1988 bis 1991 war er als außenpolitischer Mitarbeiter von Bundespräsident Richard von Weizsäcker im Bundespräsidialamt tätig, von 1996 bis 2000 war er Chef des Protokolls der Bundesregierung im Range eines Botschafters, danach von 2000 bis 2003 Leiter des Generalkonsulats in New York. Von 2003 bis 2006 war er ein zweites Mal Protokollchef der Bundesregierung im Range eines Botschafters.
Danach trat er in den Ruhestand. Seither betätigt er sich als Berater in Wirtschafts-, Politik-, Diplomatie- und Protokollfragen.

## Familie
Am 2. Oktober 1971 heiratete er in Montreal seine erste Frau, Cornelia von Arronet (* 4. Oktober 1947), von der er 1974 geschieden wurde.
Seine zweite Frau, Gisela Helmich (* 30. Januar 1951), heiratete er am 11. Mai 1979 in München. Mit ihr hat er zwei Kinder:
- Nicola (* 1. September 1980)
- Markus (* 27. Dezember 1982)

## Ehrungen
- 1996: Kommandeur der französischen Ehrenlegion
- 1997: Großes Goldenes Ehrenzeichen mit dem Stern für Verdienste um die Republik Österreich[2]
- 1997: Großoffizier des Verdienstordens der Italienischen Republik
- 1998: Großoffizier des Ordens des Infanten Dom Henrique
- 2003: Kommandeur mit Stern des isländischen Falkenordens
- 2006: Verdienstkreuz 1. Klasse der Bundesrepublik Deutschland